# Deltochilum
Deltochilum là một chi bọ cánh cứng thuộc họ Scarabaeidae.